# Moartea lui John Lennon
John Lennon a fost asasinat pe data de 8 decembrie 1980 de către Mark David Chapman. În buzunarul gecii lui Chapman a fost găsit Noul Testament, pe care, la Începutul Evangheliei lui Ioan scria: "St. John LENNON". Moartea lui John Lennon a făcut înconjorul lumii și a provocat multă tristețe.